# Amphiura modesta
Amphiura modesta is een slangster uit de familie Amphiuridae.
De wetenschappelijke naam van de soort werd in 1882 gepubliceerd door Théophile Rudolphe Studer.